# 조성미
조성미(1985년 9월 16일 ~ )는 대한민국의 희극 배우이자 연극배우이다.

## 출연작

### 방송
- 개그야 (MBC) - 아롱이 다롱이